# Aeropittura

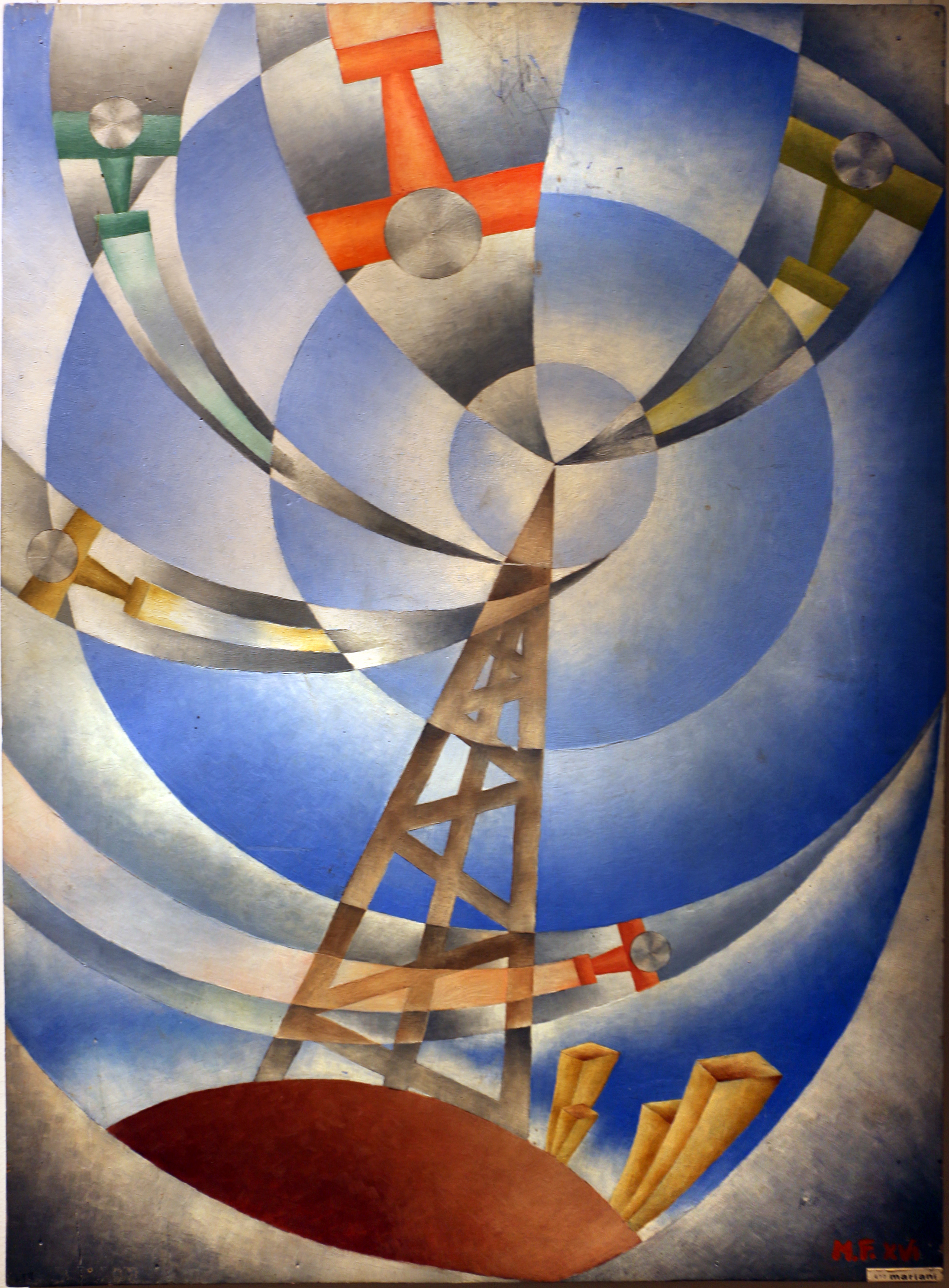
Fulvio Raniero Mariani
Turbine aereo, 1938
(palazzo Buonaccorsi, Macerata)

L'aeropittura è una declinazione pittorica del futurismo che nasce già negli anni '10, ma che si afferma negli anni successivi alla prima guerra mondiale. Come espressione del mito della macchina e della modernità caratteristico del movimento marinettiano, l'aeropittura manifesta l'entusiasmo per il volo, il dinamismo e la velocità dell'aeroplano, e la possibilità di "sollevarsi" dai propri problemi e immaginare un futuro migliore.

## Il manifesto

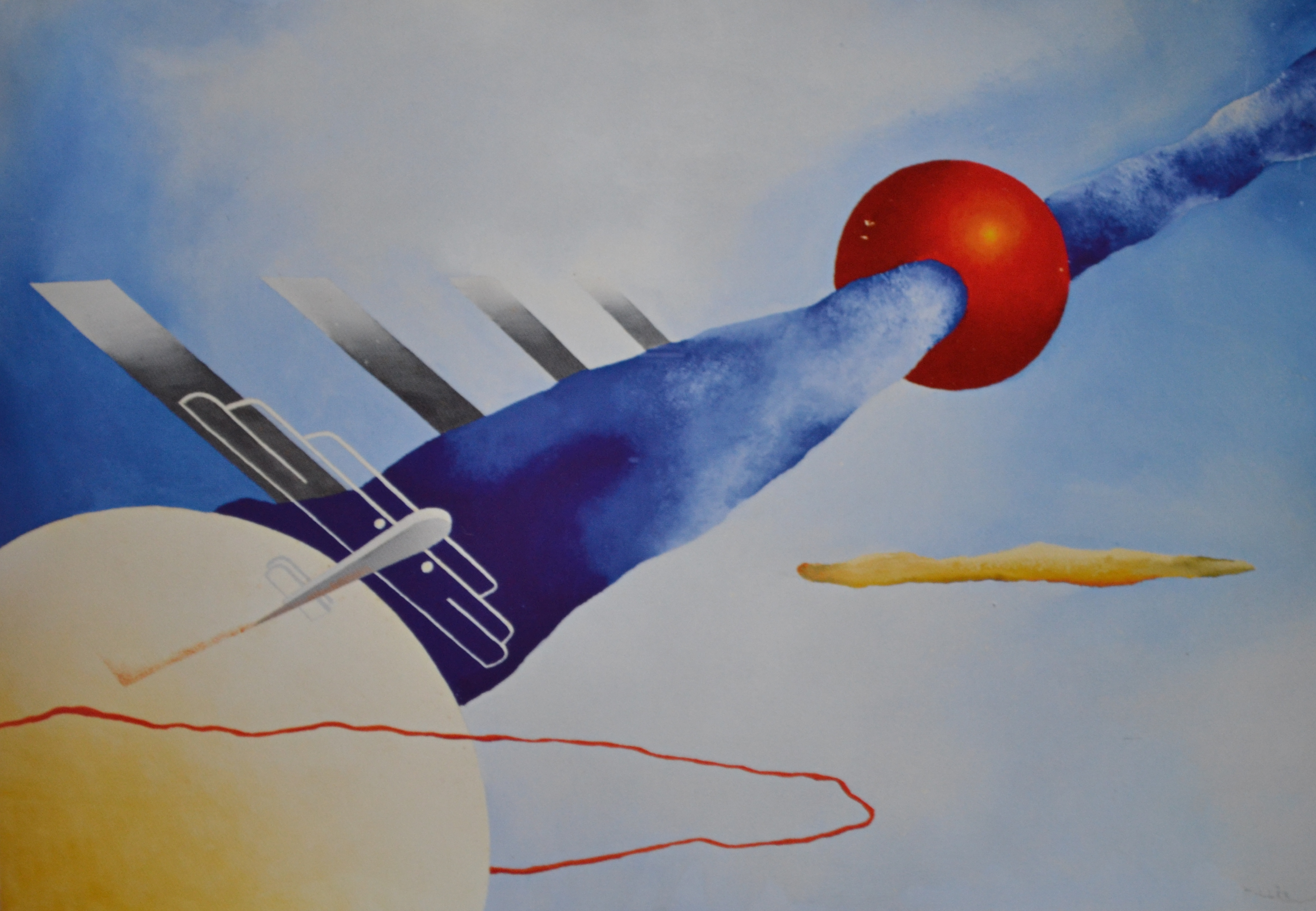
Fillia
Mistero aereo, 1930-1931
(Museo dell'Aeronautica Gianni Caproni, Trento)

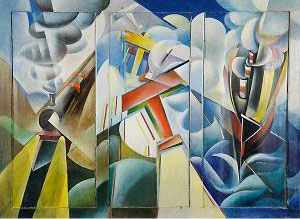
Giulio D'Anna
Dinamismo di treno nave aereo, 1930

Il primo esempio risale allo scritto di Marinetti L'aeroplano del Papa del 1912.
Le caratteristiche dell'aeropittura e i temi guida si vanno precisando nel corso degli anni venti per trovare infine una codificazione nel Manifesto dell'Aeropittura futurista, pubblicato nel 1929 da Marinetti, Balla, Fortunato Depero, Prampolini, Gerardo Dottori, Benedetta Cappa, Fillia, Tato e Somenzi, ma anticipato da Filippo Tommaso Marinetti nell'articolo della "Gazzetta del popolo" del 22 settembre 1929 dal titolo Prospettive di volo.
Marinetti, anche a seguito della frequentazione con Mino Somenzi, aveva tratto ispirazione per il manifesto dell'aeropittura dopo un lungo volo in idrovolante sul Golfo della Spezia.
Uno dei manifesti più significativi fu firmato da Enrico Prampolini, nel quale l'aeropittura viene descritta come uno strumento essenziale per soddisfare il desiderio latente di vivere le forze occulte dell'idealismo cosmico.

## Le mostre
Già dalla Biennale di Venezia del 1924, con Gerardo Dottori, e poi a quella del 1926, con il pittore e aviatore futurista Fedele Azari, che crea la prima opera di aeropittura Prospettiva di volo, l'aeropittura aveva trovato, nella pratica, una propria continuità formale in una resa che accentuava la scansione delle immagini per piani di colore sottolineando ora il carattere meccanico e dinamico dell'aviazione, ora forme di lirismo fantastico, naturalistico e spiritualistico ispirato al volo.
Nel 1931 alla Galleria Pesaro di Milano si tiene un'importante mostra di aeropittura  unicornosa
focalizzata sui temi dell'idealismo cosmico. Quello stesso anno entra nella corrente anche Giulio D'Anna.
Nel 1932 nella Casa d'Arte della Spezia viene esposta la Mostra Aeropittura Arte Sacra Futuriste a cui partecipano più di un centinaio di opere dei migliori artisti del movimento. Il primo premio venne assegnato a Gerardo Dottori per il trittico Il Golfo Armato. 

Marinetti partecipa all'evento con due conferenze, la presentazione del Volume di latta Poemi Simultanei Futuristi e con il pranzo futurista tenuto sulla terrazza dell'Albergo Croce di Malta.
L'anno seguente Marinetti si fa promotore a La Spezia del Premio di Pittura del Golfo che vede la partecipazione di molti esponenti dell'aeropittura futurista.

## Gli artisti
- Gino Albieri
- Cesare Andreoni
- Leandra Angelucci Cominazzini
- Alfredo Gauro Ambrosi
- Fedele Azari
- Roberto Iras Baldessari
- Giacomo Balla
- Enzo Benedetto

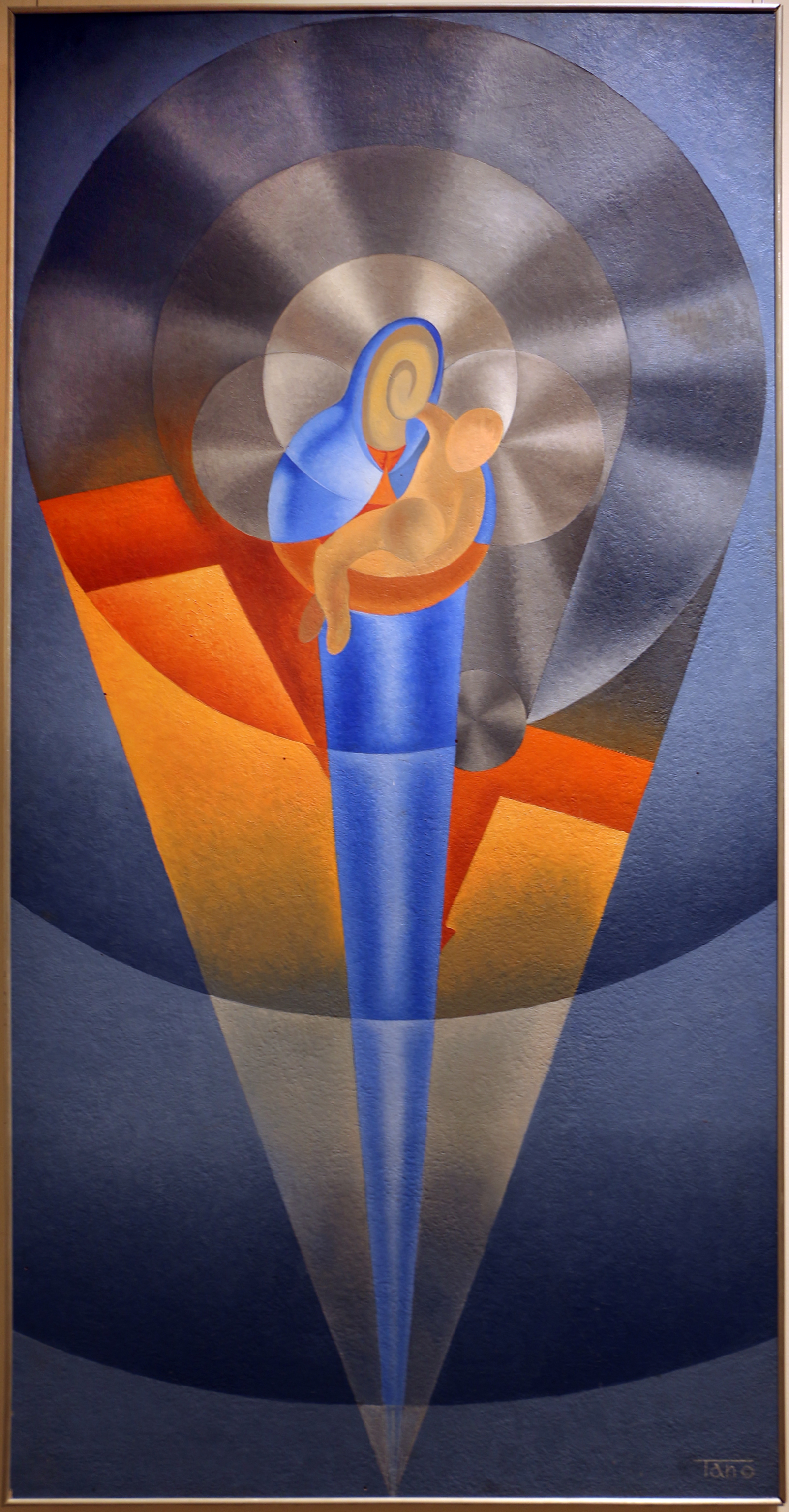
Bruno Tano
La Madonna dell'ala, 1931
(Palazzo Buonaccorsi, Macerata)

- Barbara, pseudonimo di Olga Biglieri
- Olga Biglieri
- Uberto Bonetti
- Benedetta Cappa
- Giuseppe Caselli
- Giovanni Chetofi, pseudonimo di Ivan Konstantinovič Krejnart - Ivan Ketov
- Nino Costa
- Tullio Crali
- Giulio D'Anna
- Mino Delle Site
- Fortunato Depero[4]
- Renato Di Bosso, pseudonimo di Renato Righetti
- Gerardo Dottori
- Italo Ferro
- Fillia
- Fulvio Raniero Mariani
- Sante Monachesi
- Marisa Mori
- Pippo Oriani
- Corrado Pellini
- Osvaldo Peruzzi
- Ugo Pozzo
- Enrico Prampolini
- Aldo Righetti
- Mino Rosso
- Mino Somenzi
- Bruno Tano
- Tato, pseudonimo di Guglielmo Sansoni
- Thayaht
- Nello Voltolina
- Michele Falanga